# EUR (Rome)
De EUR (Esposizione Universale di Roma) is een wijk in het zuiden van Rome in stadsdeel Municipio IX en werd vanaf 1937 gebouwd. De wijk was oorspronkelijk gepland als de locatie voor de wereldtentoonstelling van 1942, onder de naam E42. Vanwege de Tweede Wereldoorlog ging deze wereldtentoonstelling nooit door. Het project werd geleid door de architect Marcello Piacentini, die ook al het toezicht had op de bouw van de Città Universitaria.

## Geschiedenis
De Italiaanse dictator Mussolini wilde Rome uitbreiden tot aan de zee. De EUR is dan ook gebouwd langs de in 1928 aangelegde snelweg naar Ostia, de Via Cristoforo Colombo.
De EUR kan beschouwd worden als een moderne variant van de stedenbouw uit de Romeinse tijd en de renaissance (Città Ideale), maar dan in de strakke, vereenvoudigde neoclassicistische stijl die tijdens het fascisme gebruikelijk was. Het ontwerptraject start in 1935 met een controverse over de architectonische en stedenbouwkundige principes van de Italiaanse architectuur tussen Marcello Piacentini voor de 'reactionairen' en Giuseppe Pagano voor de 'progressieven'. De monumentale ambities werden in 1938 geïntroduceerd en het gebied werd uitgebreid tot meer dan 400 hectare.
Vanaf 1938 werd er gebouwd, maar het originele project werd nooit voltooid; door de oorlog stopt de bouw in 1941. De markantste gebouwen die de hoofdassen bepalen, stonden nog in de steigers. Na de oorlog was er bij de Romeinse autoriteiten behoefte aan een zakenwijk, ver voordat andere Europese hoofdsteden deze gingen realiseren, zoals de Docklands in Londen en La Défense in Parijs. In de jaren 1950 en 1960 werden bestaande gebouwen voltooid en nieuwe toegevoegd. In hedendaagse stijlen worden kantoren en ministeries gerealiseerd, gelegen in grote tuinen en parken.

EUR biedt een grootschalig beeld van architectuur op basis van de ideologie van het fascisme, met brede lanen en axiaal geplande sobere gebouwen geïnspireerd door de oude Romeinse bouwstijl. De moderne architectuur is gebouwd met behulp van de traditionele kalksteen, tufsteen en marmer. Het meest representatieve gebouw is het Palazzo della Civiltà Italiana (1938-1943), een iconisch project dat sindsdien bekend is geworden als 'Colosseo Quadrato' (Vierkante Colosseum). Thans bevindt zich hier de hoofvestiging van het luxe modehuis Fendi.

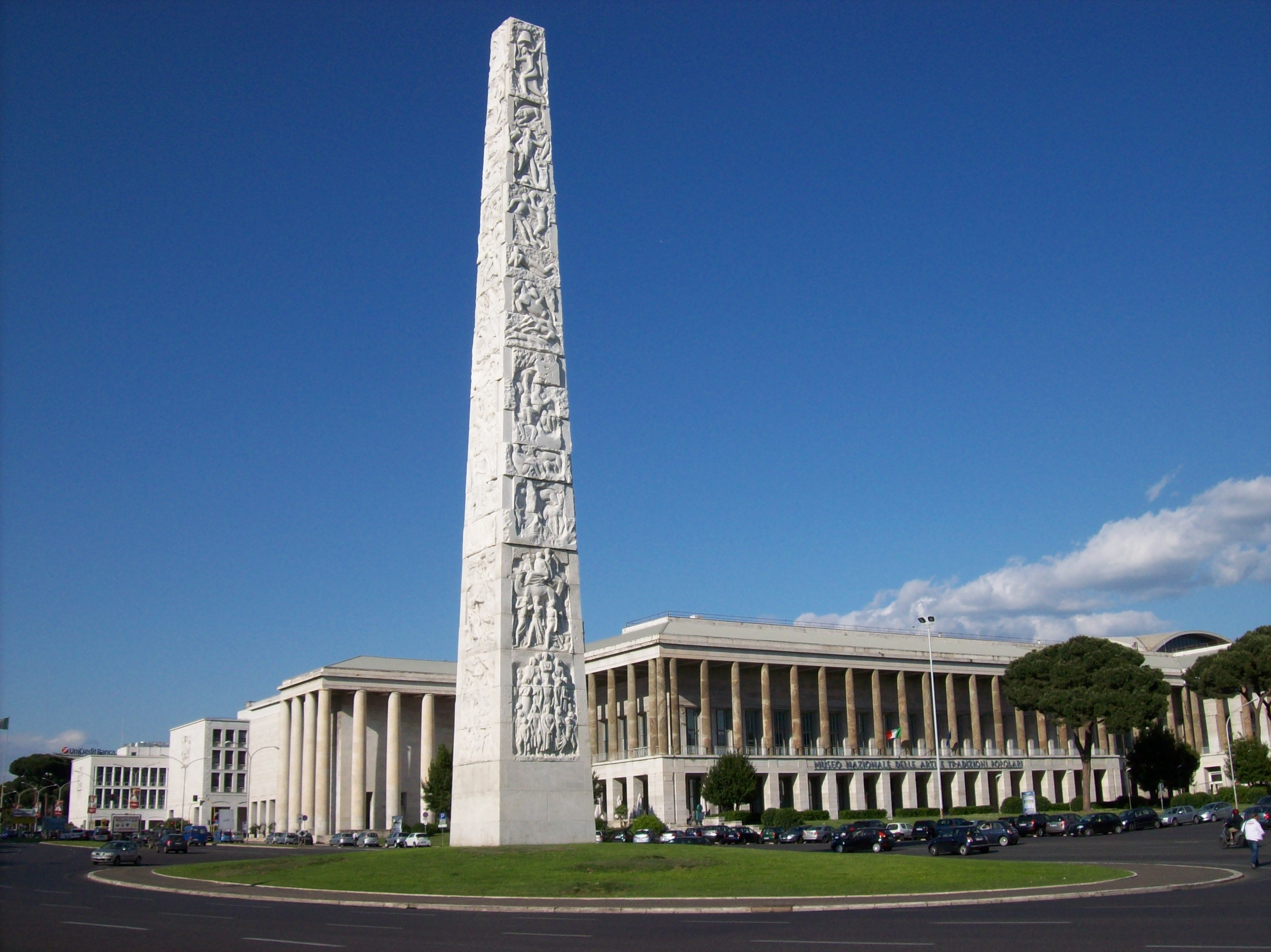
Obelisk ter ere van Guglielmo Marconi
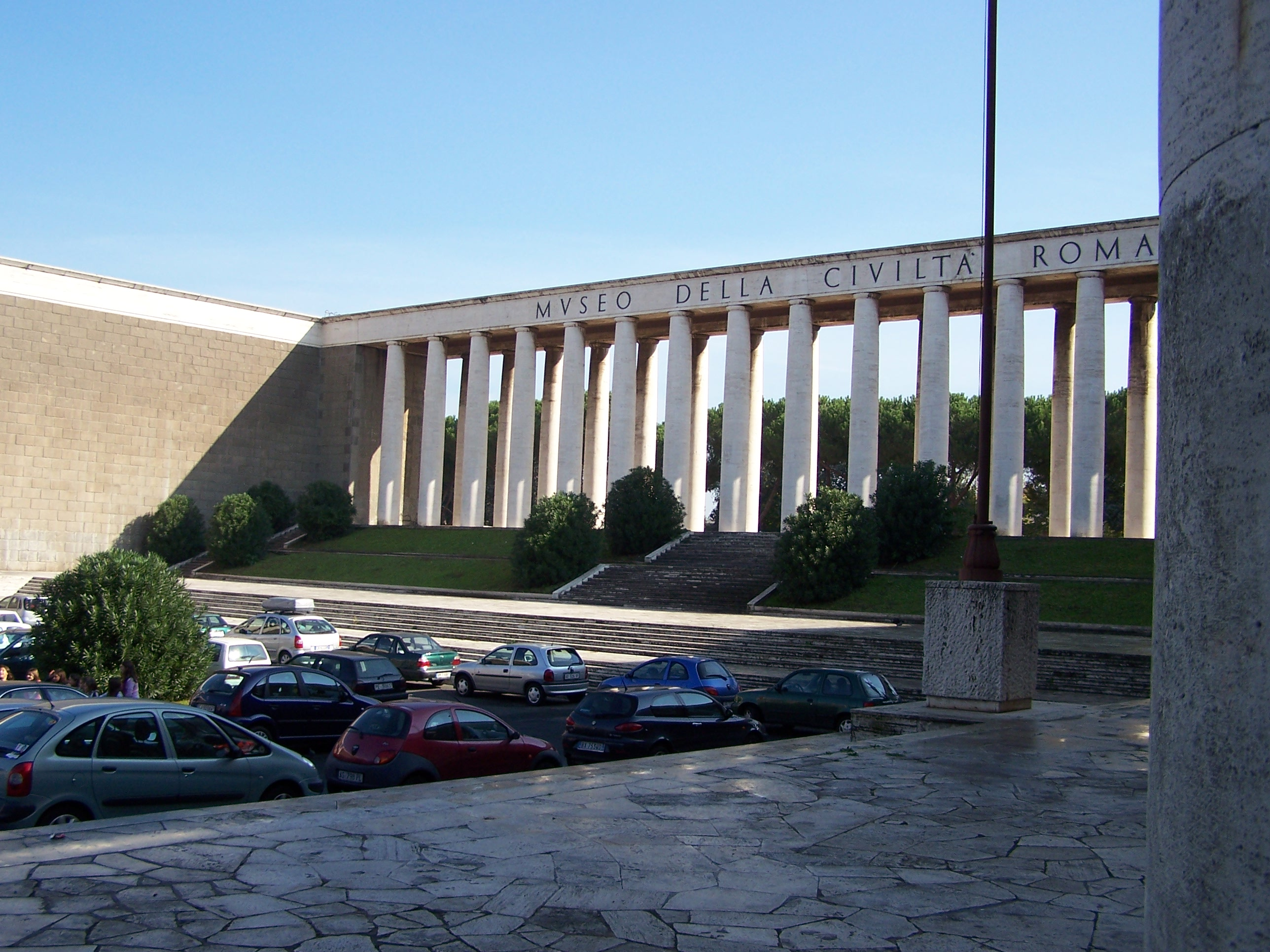
Museo della Civiltà Romana
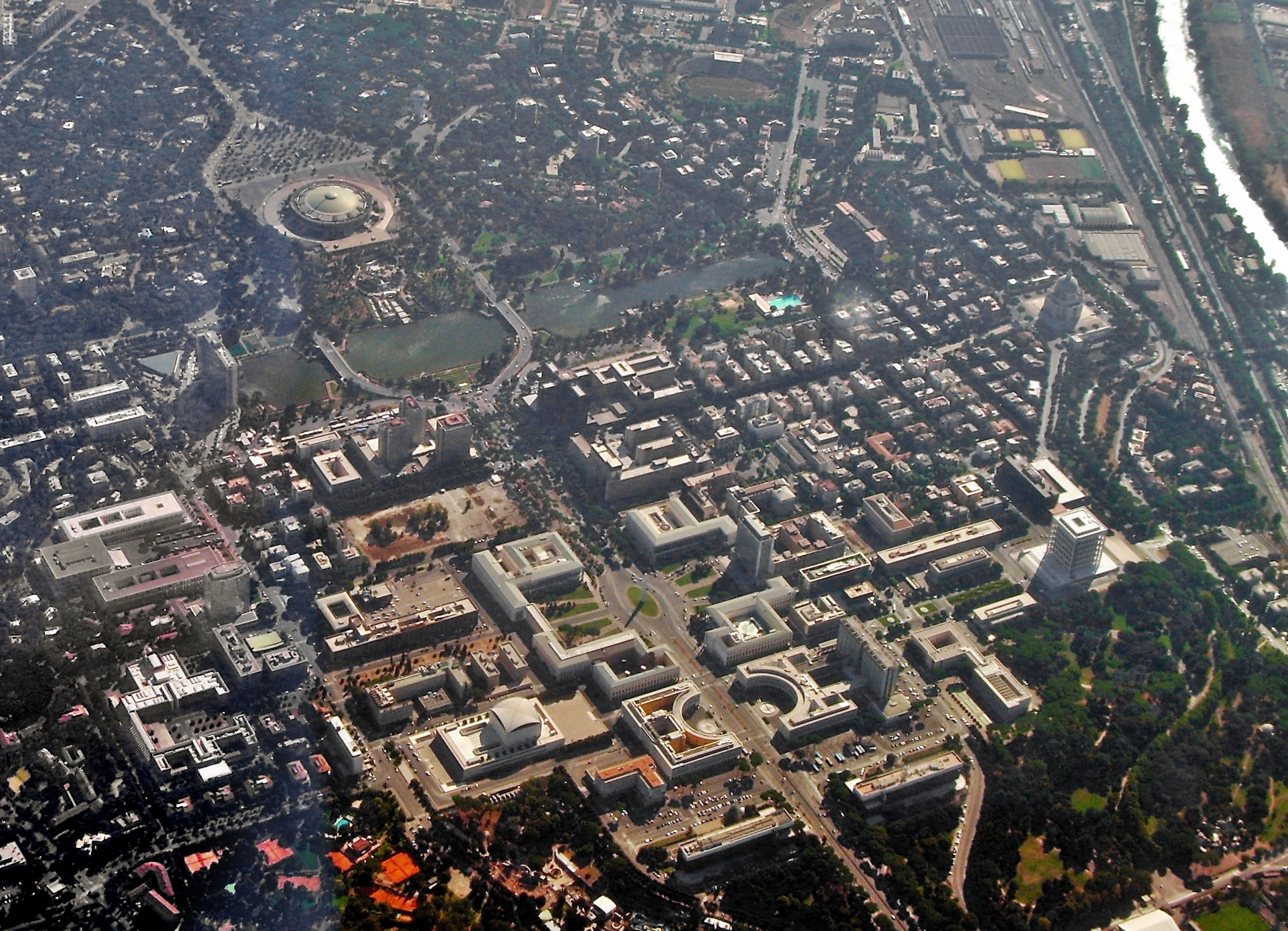
EUR in 2007, het zuidwesten ligt boven

## Enkele bezienswaardigheden
- Het Palazzo della Civiltà Italiana, bekender onder de naam Palazzo della Civiltà del Lavoro (Paleis van de beschaving van de arbeid), is gebouwd van 1938 tot 1943 door Giovanni Guerrini, Ernesto Bruno La Padula en Mario Romano. Voltooid in 1953. De beelden onder de bogen van de benedenverdieping zijn allegorische voorstellingen van de verschillende kunsten en beroepen. In de volksmond wordt het ook wel het vierkante Colosseum genoemd.
- La basilica dei Santi Pietro e Paolo, basiliek op het hoogste punt van de EUR. Gebouwd door Arnoldo Foschini van 1937 tot 1941. Voltooid in 1955.
- Piazza G. Marconi, waar een grote obelisk ter ere van Guglielmo Marconi staat (1950). Rondom het plein zijn er volgende musea:
  - Museo dell'Alto Medievo (vroege middeleeuwen)
  - Museo delle Arti e Tradizioni popolari (volkskunst en folklore)
  - Museo Preistorico Etnografico L. Pigorini (volkenkunde en prehistorie).-
- Palazzo dei Congressi, ontworpen door Adalberto Libera (bouw van 1938 tot 1954)
- Museo della Civiltà Romana (1952), waar onder meer de bekende maquette van Rome ten tijde van keizer Constantijn de Grote staat.
- Palazzo dello sport, door Pier Luigi Nervi ter gelegenheid van de Olympische Zomerspelen 1960.
- Il palazzo degli uffici. Kantoorgebouw voltooid in 1939. Architect Gaetano Minucci.
- Palazzi dell'INA e dell'INPS. Halfronde kantoorgebouwen ontworpen door Giovanni Muzio, M. Paniconi, G. Pediconi, gebouwd van 1939 tot 1952.
- L'Archivio Centrale dello Stato, ministerie van Erfgoed en Cultuur (1960)

## Heden en toekomst
EUR wordt door de Romeinen beschouwd als synoniem voor 'het nieuwe rijke leven', mede omdat het bebouwd is met relatief gezien nieuwe gebouwen en infrastructuur en gunstig gelegen is ten opzichte van de oude stad en de internationale luchthaven.
EUR is gemakkelijk bereikbaar met de auto alsmede met lijn B van de metro van Rome en de Roma-Lido lijn.
De Garden Tower is ontworpen door architect Renzo Piano, op de plaats van de bestaande torens van Financiën. Het gebouw wordt tien verdiepingen hoog en heeft een interne wintertuin.
De Convention Center Italië is het nieuwe conferentiecentrum ontworpen door architect Massimiliano Fuksas en omgedoopt tot Cloud Fuksas. De futuristische gevormde wolk is 65 meter hoog, en is in 2017 opgeleverd.

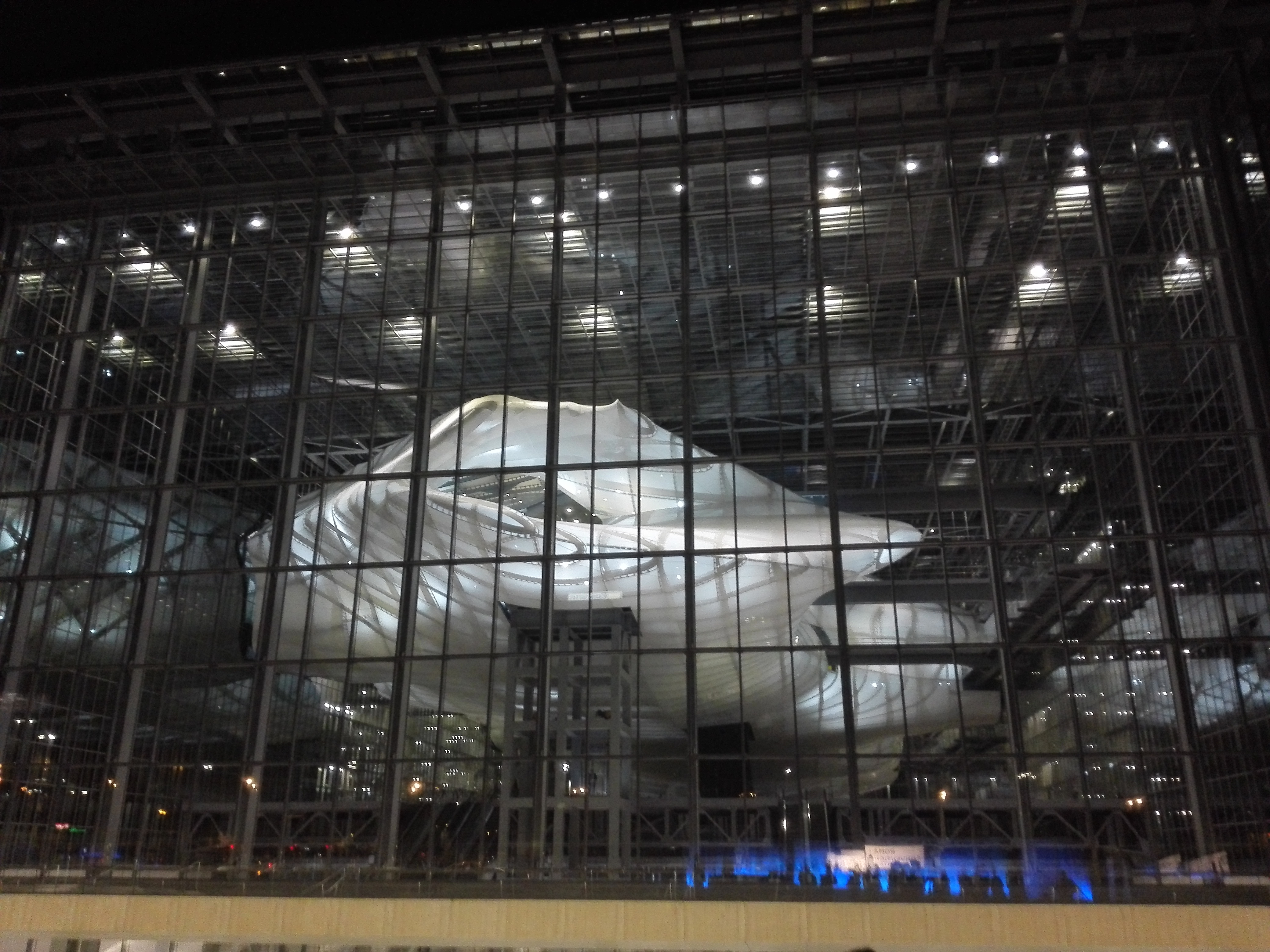

Het Olympische Velodrome wordt uitgebreid met een sportcentrum van 12.000 vierkante meter met zwembaden, spa, sportscholen, revalidatiecentrum, winkels, kantoren, een kinderdagverblijf, toeristische en recreatieve activiteiten.
De fascistische architectuur van EUR werd prominent gebruikt in meerdere films:
- Boccaccio '70 van Federico Fellini (1962)
- L'eclisse van Michelangelo Antonioni (1962)
- Hudson Hawk (1991)
- verfilming van Shakespeares Titus Andronicus (1999)
- 3 afleveringen van de detectiveserie Inspector Aurelio Zen